# Göteborgs Handels- och Sjöfartstidning
Pour les articles homonymes, voir GHT.
Le Göteborgs Handels- och Sjöfartstidning (GHT) était un journal quotidien publié à Göteborg (Suède) de 1832 à 1973. Il fut fondé en 1832 par Magnus Prytz et était de tendance libérale à partir de la fin du XIXe siècle.

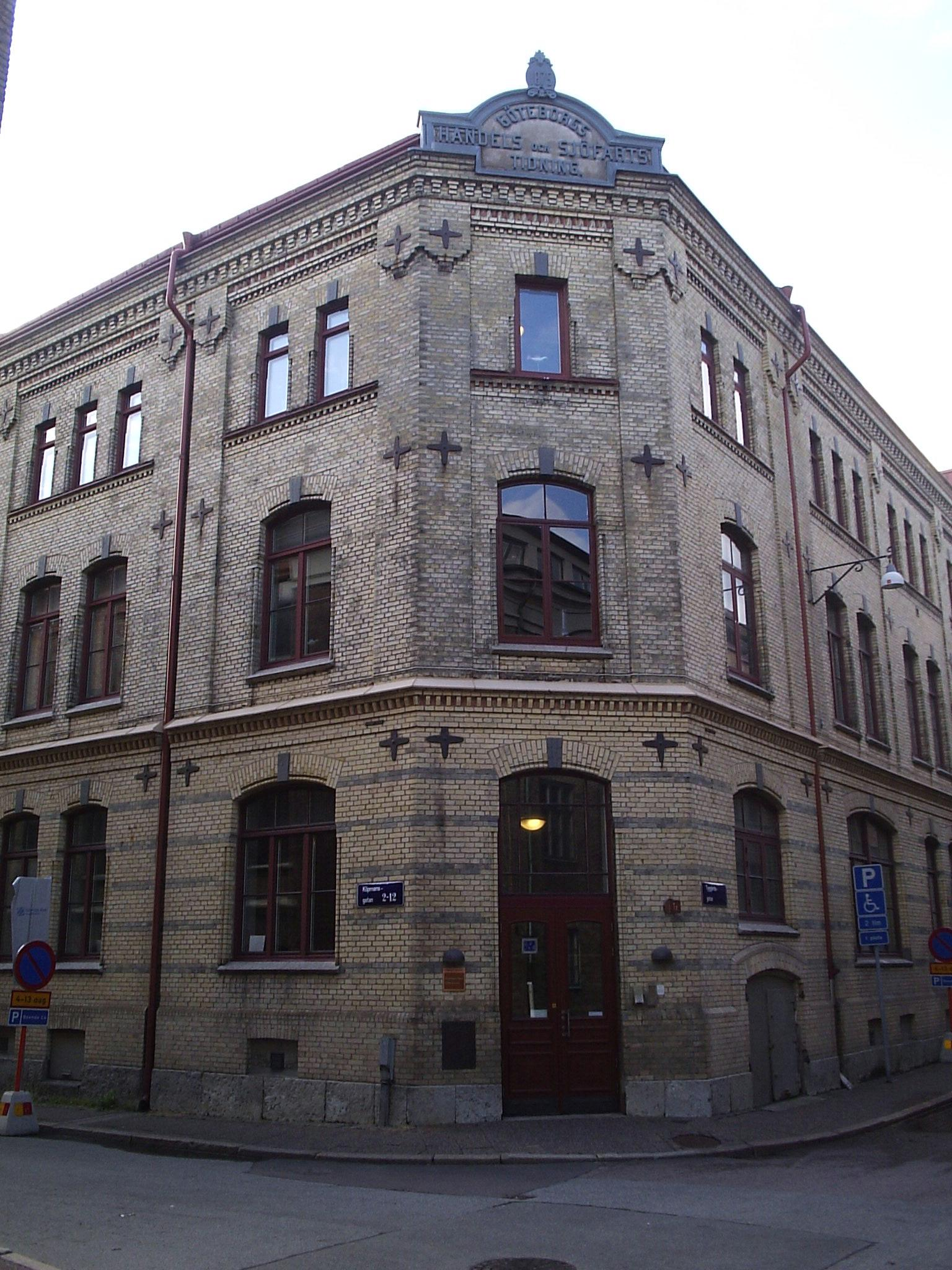
Le bâtiment où le journal avait son siège.